# دون هوتون
دون هوتون (بالإنجليزية: Don Houghton)‏ هو منتج أفلام وكاتب سيناريو بريطاني، ولد في 2 فبراير 1930 في باريس في فرنسا، وتوفي في 2 يوليو 1991 في مقاطعة كولير في الولايات المتحدة.

## وصلات خارجية
- دون هوتون على موقع IMDb (الإنجليزية)
- دون هوتون على موقع ألو سيني (الفرنسية)
- دون هوتون على موقع ميوزك برينز (الإنجليزية)
- دون هوتون على موقع أول موفي (الإنجليزية)
- دون هوتون على موقع قاعدة بيانات الأفلام السويدية (السويدية)
- دون هوتون على موقع قاعدة بيانات الفيلم (الإنجليزية)
- دون هوتون على موقع كينوبويسك (الروسية)